# Untereinheit B des Fibrinstabilisierenden Faktors
Die Untereinheit B des Fibrinstablisierenden Faktors ist eine von zwei Untereinheiten (A und B) des Gerinnungsfaktors XIII. Sie wird beim Menschen vom Gen F13B auf Chromosom 1 codiert.  Jeweils zwei Untereinheiten vom Typ A und B bilden den Fibrinstabilisierenden Faktor, der während der Blutgerinnung aktiviert wird und die Fibrin-Klumpen stabilisiert. Dabei führt die Untereinheit A die enzymatische Funktion aus, während die Untereinheit B wohl als Trägermolekül im Blutplasma fungiert.